# Équipe du Costa Rica féminine de volley-ball
L'équipe du Costa Rica féminine de volley-ball est composée des meilleures joueuses costariciennes sélectionnées par la Fédération costaricienne de volley-ball. Elle est actuellement classée au 49e rang de la Fédération internationale de volley-ball au 11 juillet 2022.

## Sélection actuelle
Sélection pour les qualifications aux Championnats du monde 2010.
Entraîneur :  Braulio Godines Blanco ; entraîneur-adjoint :  Andres Carvajal Cartin

## Palmarès et parcours

### Palmarès
Néant.

### Parcours

#### Championnats du monde
| - 1952 : non qualifié - 1956 : non qualifié - 1960 : non qualifié - 1962 : non qualifié - 1967 : non qualifié - 1970 : non qualifié - 1974 : non qualifié - 1978 : non qualifié - 1982 : non qualifié - 1986 : non qualifié | - 1990 : non qualifié - 1994 : non qualifié - 1998 : non qualifié - 2002 : non qualifié - 2006 : 17e - 2010 : 17e - 2014 : |

#### Championnat d'Amérique du Nord
| - 1969 : non qualifié - 1971 : non qualifié - 1973 : non qualifié - 1975 : non qualifié - 1977 : non qualifié - 1979 : non qualifié - 1981 : non qualifié - 1983 : non qualifié - 1985 : non qualifié - 1987 : non qualifié | - 1989 : 7e - 1991 : non qualifié - 1993 : non qualifié - 1995 : non qualifié - 1997 : 5e - 1999 : 5e - 2001 : 5e - 2003 : 6e - 2005 : non qualifié - 2007 : 7e | - 2009 : 7e - 2011 : 8e - 2013 : 8e - 2015 : 8e - 2019 : 7e - 2021 : 6e - 2023 : 7e |

#### Jeux Panaméricains
| - 1955 : Non qualifié - 1959 : Non qualifié - 1963 : Non qualifié - 1967 : Non qualifié - 1971 : Non qualifié - 1975 : Non qualifié - 1979 : Non qualifié - 1983 : Non qualifié - 1987 : Non qualifié - 1991 : Non qualifié | - 1995 : Non qualifié - 1999 : Non qualifié - 2003 : Non qualifié - 2007 : 8e - 2011 : Non qualifié |

#### Coupe panaméricaine
| - 2002 : Non qualifié - 2003 : Non qualifié - 2004 : 9e - 2005 : 11e - 2006 : 11e - 2007 : 8e - 2008 : 9e - 2009 : 8e - 2010 : 11e - 2011 : 11e | - 2012 : 9e - 2013 : 11e - 2014 : 10e |

#### Jeux d'Amérique centrale et des Caraïbes
| - 1938 : ? - 1946 : ? - 1959 : ? - 1962 : ? - 1966 : ? - 1970 : ? - 1974 : ? - 1978 : ? - 1982 : ? - 1986 : ? | - 1990 : ? - 1993 : ? - 1998 : ? - 2002 : 5e - 2006 : 7e - 2010 : 3e |